# Carrer d'Entença
El carrer d'Entença és un carrer de Barcelona situat al districte de l'Eixample i de Les Corts. Està delimitat pel carrer de Tamarit i l'Avinguda Diagonal.
En el Pla Cerdà es va identificar com a Número 15, fins que en va ser aprovada la nova nomenclatura l'any 1863. El nom actual fa referència a Berenguer d'Entença i de Montcada, capità dels Almogàvers.

## Indrets destacats
- Camp del Futbol Club Espanya
- Cases dels Cargols
- Casa Rafael Parcerisas
- Colònia Castells
- Edifici Illa Diagonal
- Presó Model

## Residents il·lustres
- Consuelo (1888?-1905), model del pintor Isidre Nonell
- Encarna Hernández (1917), pionera del bàsquet femení